# Myōshin-ji

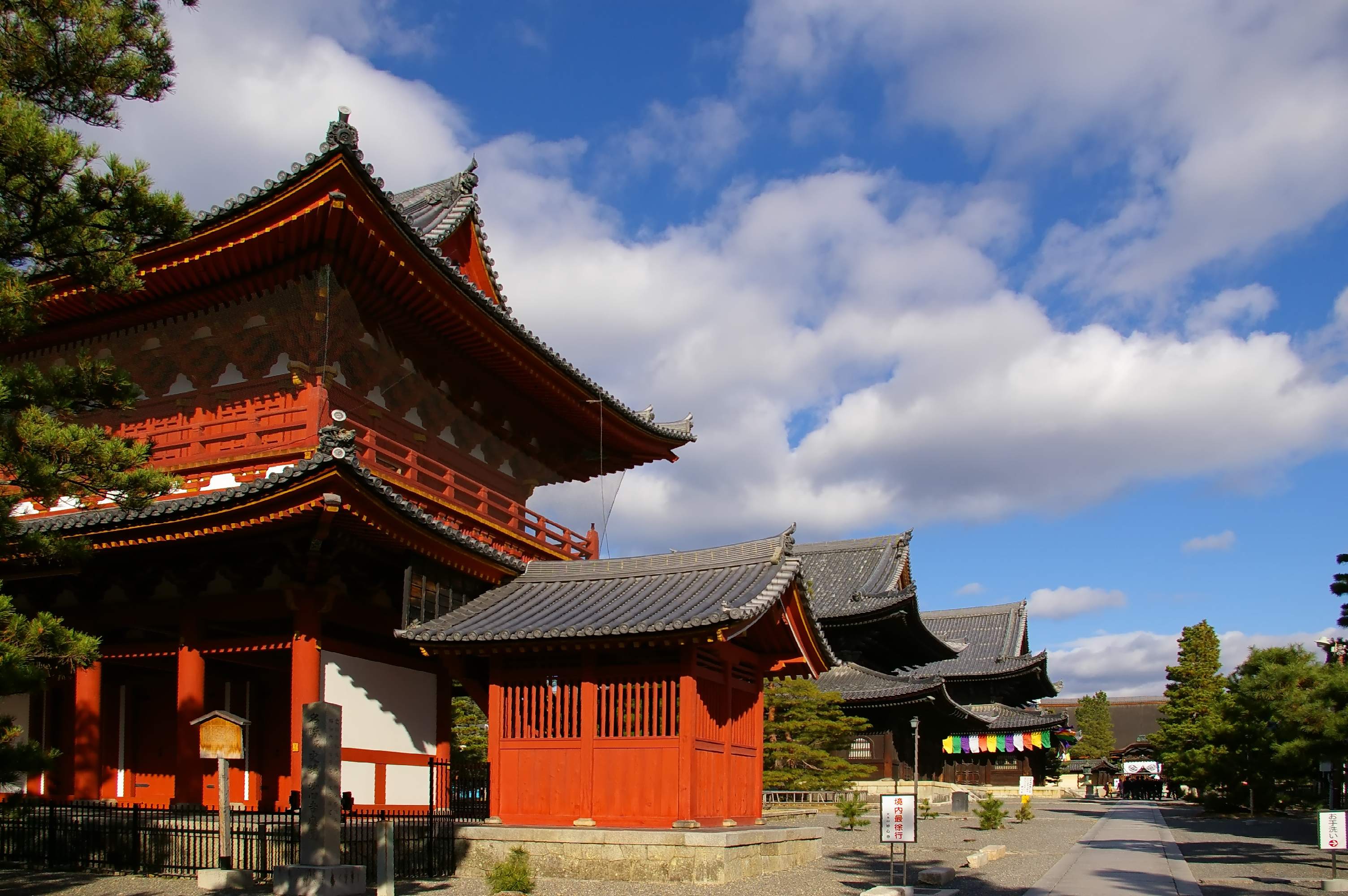
Vorne das Sanmon, dahinter die Hauptgebäude

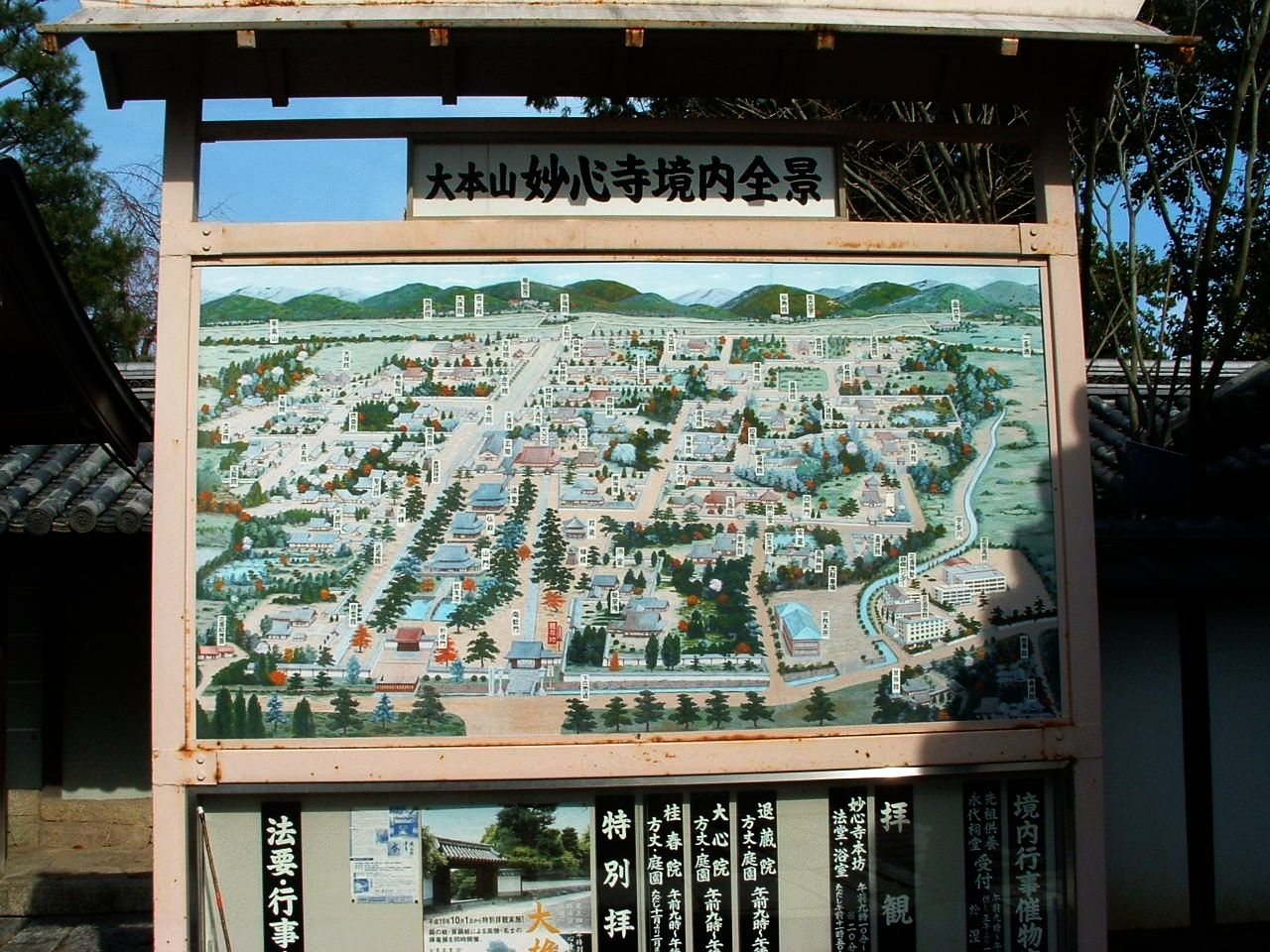
Tempelanlage des Myoshin-ji

Der Myōshin-ji (japanisch 妙心寺) mit dem Bergnamen Shōhōzan (正法山) ist der Haupttempel der mit Abstand größten der 15 Schulen der Rinzai-Linie des japanischen Zen und damit Bezugspunkt für 19 Klöster und 3500 Tempel. Die Anlage, im Nordwesten von Kyōto im Hanazono-Park des Stadtbezirks Ukyō gelegen, vereinigt innerhalb ihrer Mauern 42 Untertempel und dazu noch einige außerhalb der Mauern. Sie ist als „Nationale historische Stätte“ (国の史跡 Kuni no shiseki) registriert.

## Geschichte
Im Jahr 1337 ließ Kaiser Hanazono, der sich nach seiner Abdankung ins Klosterleben zurückgezogen hatte, seinen Nebenpalast in einen Zen-Tempel umwandeln. Unterstützt wurde er dabei vom Zen-Meister Kanzan-Egen (関山 慧玄; 1277–1360). Der Myōshin-ji entwickelte sich zu einer der größten Tempelanlagen Kyōtos, gehörte allerdings nie zu den „Großen Fünf von Kyōto“ (Kyōto Gozan). Nach der Zerstörung der meisten Gebäude und Gartenanlagen während des Ōnin-Kriegs (1467–1477) wurde die Tempelanlage vom Zen-Meister Sekkō Sōshin (雪江 宗深; 1408–1486), dem 6. Kanchō des Tempels, wieder aufgebaut. Der Tempel gewann rasch wieder an Größe und Einfluss und hatte innerhalb von 150 Jahren die heutige Ausdehnung erreicht.

## Die Anlage

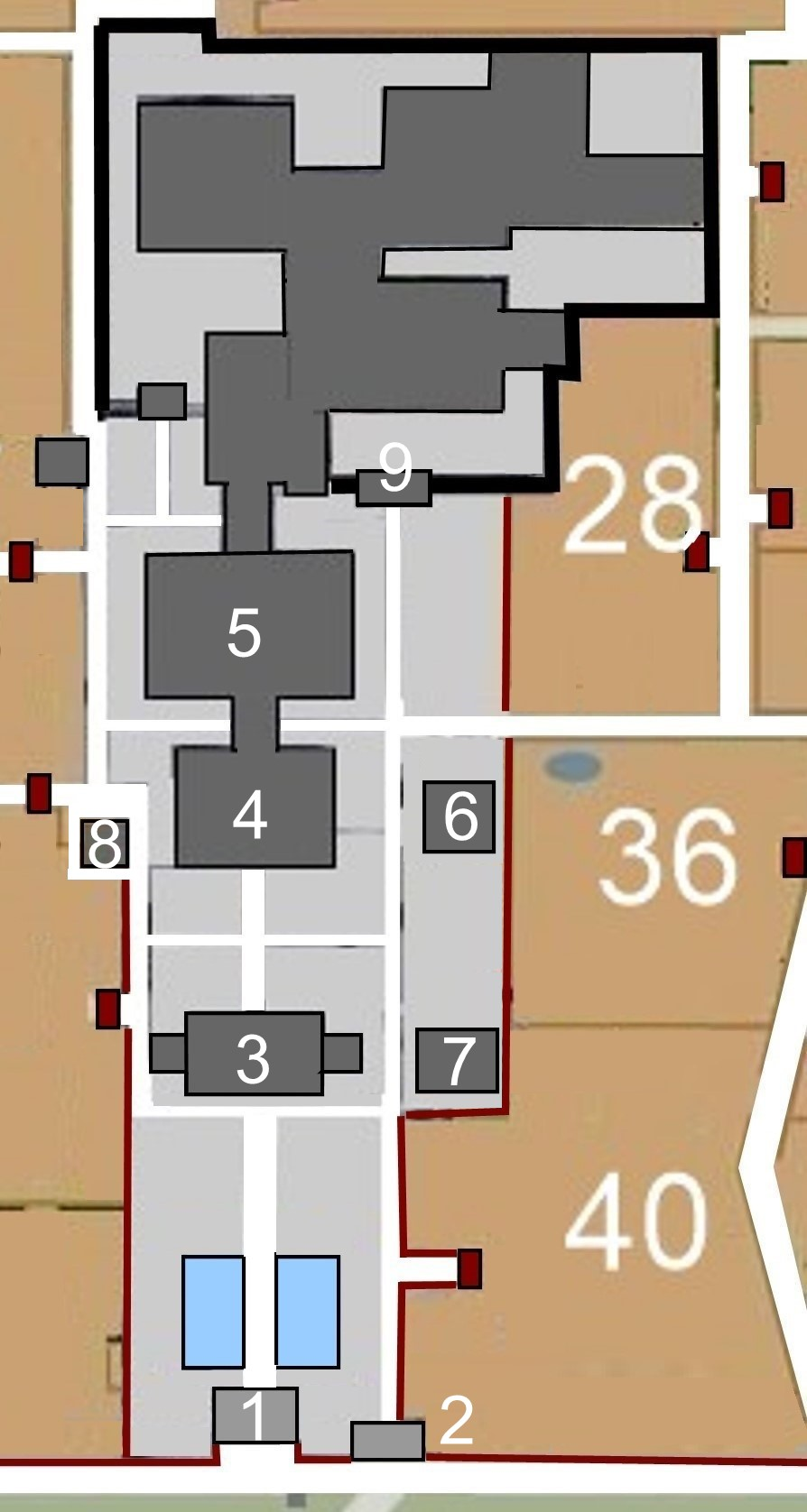
Zentrale Anlage (s. Text)

(⦿ = Nationalschatz, ◎ = Wichtiges Kulturgut Japans)
Der Tempel ist eins der besten Beispiele für eine vollständige Anlage im Zenstil (禅宗式) mit seinen sieben Gebäuden.
Man betritt die Tempelanlage im Süden durch das Südtor (南総門 Minami Sōmon; 2; ◎). Daneben befindet sich das (im Allgemeinen geschlossene) Tor für den kaiserlichen Boten (勅使門 Chokushi-mon; 1; ◎). Im Norden steht das Nordtor (北総門 Kita Sōmon).

### Zentraler Tempelkomplex
Der zentrale Tempelkomplex enthält die folgenden Gebäude (s. Abb. „Zentrale Anlage“):
- das zweistöckige Haupttor (三門 Sanmon; 3; ◎) von 1599,
- die Buddhahalle (仏殿 Butsuden; 4; ◎) von 1584 wurde 1827 neu gestaltet,
- die Lehrhalle (法堂 Hattō; 5; ◎), 1656, mit dem Drachengemälde (12,5 m in der Diagonale) von Kanō Tan’yū aus dem 17. Jahrhundert an der Decke, kann besichtigt  werden. Da das rechte Auge des Drachen sich genau im Mittelpunkt des Rundgemäldes befindet, fühlt jeder Besucher sich in jedem Teil des Raumes 'beobachtet'. Im gleichen Gebäude befindet sich auch eine Tempelglocke (梵鐘 Bonshō), die nach ihrer Stimmung auch Ōjikichō (黄鐘調; ⦿) genannt wird. Die Inschrift Bojutsu-nen (戊戌年) ist eine relative Jahresbezeichnung aus dem 60-Jahre-Zyklus. Sie wird dem Jahr 689 zugeschrieben und ist damit die älteste erhaltene Glocke Japans.
- Zwischen der Lehrhalle und dem Abtbereich befindet sich die Ruhehalle (寝堂 Shindō; 1656).
- Das „Große Abtquartier“ (大方丈 Daihōjō; ◎) mit seinem berühmten Tor im „chinesischen Stil“ (唐門 Kara-mon; 9), wurde 1654 erbaut. Es besitzt bemalte Stellschirme, u. a. das Paar „Drachen und Tiger“ (◎) von Kanō Sanraku, und eine Statue des heilbringenden Buddha, des Amida Nyorai. Hier residiert der Kanchō, der Erzabt der Myōshin-ji-Linie der Rinzai-shū. In diesem Bereich befindet sich auch das 7. Gebäude der klassischen Tempelanlage, das Refektorium (庫裏 Kuri) aus dem Jahr 1653.

Auf der rechten Seite dieser Gebäude stehen
- die Sutrenhalle (経蔵 Kyōzō; 6; ◎),
- der Glockenturm (鐘楼 Shōrō; 8), und
- das gut erhaltene Badehaus (浴室 Yokushitsu; 7; ◎).

### Untertempel

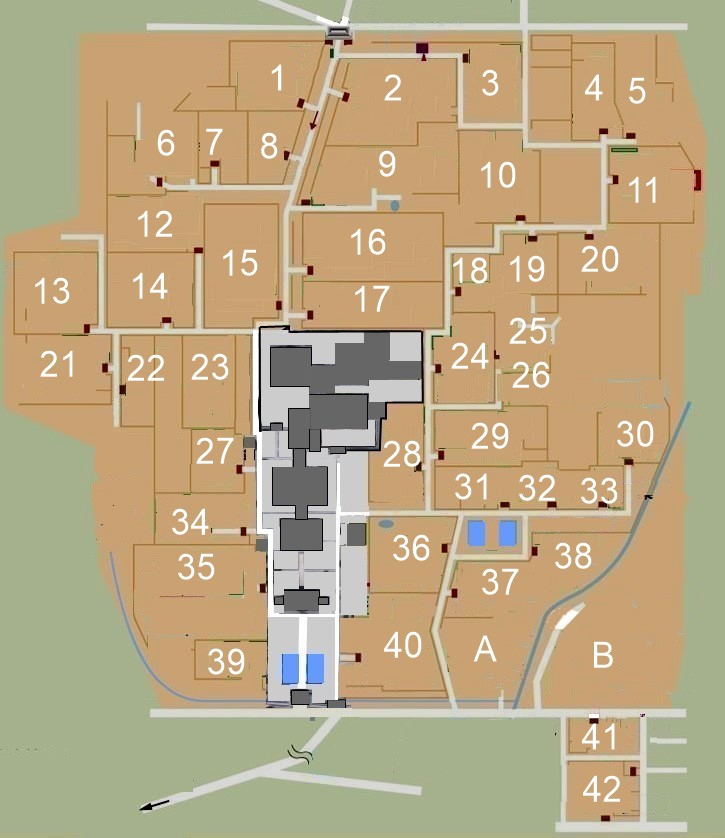
Haupt- und Untertempel (s. Text)

Innerhalb der Untertempel (meist mit der Endung -in (院), aber auch -an (庵) oder -dō (堂), auf der Karte „Haupt- und Untertempel“ sind sie von 1 bis 42 nummeriert) sind die folgenden Drei das Jahr über für Besucher geöffnet:
- 11 Keishun-in (桂春院),
- 29 Daishin-in (大心院) und
- 35 Taizō-in (退蔵院). Dieses besitzt das bekannte Zen-Bild „Hyōnen-zu“ (瓢鮎図) von Joetsu. Im Tempel-Umgang ist eine Kopie[A 1] zu sehen. Sehenswert ist die ausgedehnte Gartenanlage, durch die ein Bach in einen Lotus-Teich fließt.

Zeitlich begrenzt geöffnet sind
- 13 Daihō-in (大法院)
- 30 Tōrin-in (東林院)

Unter Bedingungen geöffnet
- 20 Daiyū-in (大雄院)
- 41 Jishō-in (慈昭院)

Die ab hier angeführten Tempel sind nicht öffentlich zugänglich.
- 1 Tenkyū-in (天球院)
- 2 Rinka-in (隣華院)
- 3 Kōkoku-in (光國院)
- 4 Unjō-in (雲祥院)
- 5 Chōkei-in (長慶院)
- 6 Tenjō-in (天祥院)
- 7 Jūshō-in (寿聖院)
- 8 Kingyū-in (金牛院)
- 9 Chishō-in (智勝院)
- 10 Bantō-in (蟠桃院)
- 12 Tokuun-in (徳雲院)
- 14 Dairyū-in (大龍院)
- 15 Shunkō-in (春光院)
- 16 Rinshō-in (麟祥院)
- 17 Daitsū-in (大通院)
- 18 Kaifuku-in(海福院)
- 19 Yōtoku-in (養得院)
- 21 Gyokuryū-in (玉龍院)
- 22 Tsūgen-in (通玄院)
- 23 Reiun-in (霊雲院)
- 24 Zatsuge-in (雑華院)
- 25 Nyoze-in (如是院)
- 26 Fukujū-in (福壽院)
- 27 Shōtaku-in (聖澤院)
- 28 Tōkai-an (東海庵)
- 31 Gyokuhō-in (玉鳳院)
- 32 Kaisan-in (開山院)
- 33 Eiban-dō (浧槃堂)
- 35 Tenju-in (天授院)
- 36 Kōbai-in (衡梅院)
- 37 Chōgyō-in (長興院)
- 38 Yōgen-in (養源院)
- 39 Jiun-in (慈雲院)
- 40 Ryūsen-in (龍泉院)
- 42 Shumpo-in (春浦院)

Die geistliche Verwaltung des Tempels (宗務本所 Shūmu honjo) ist mit A markiert, die Lehrstätte des Tempels für Zen (花園禅塾 Hanazono Zenjuku), sowie ein Gästehaus (花園会館 Hanazono Kaikan) mit B.

## Nebengelände des Myōshin-ji
Zum Myōshin-ji gehört auch das Nebengelände nördlich der Eisenbahnlinie Keifuku Denki Tetsudō (京福電気鉄道). Dort befindet sich der bekannte Tempel Ryōan-ji.

## Sonstiges
Unweit des Tempels befinden sich auch die einzige Universität der Rinzai-shū, die Hanazono-Universität, sowie die Hanazono-Oberschule und der Rakusai-Kindergarten.

## Bilder

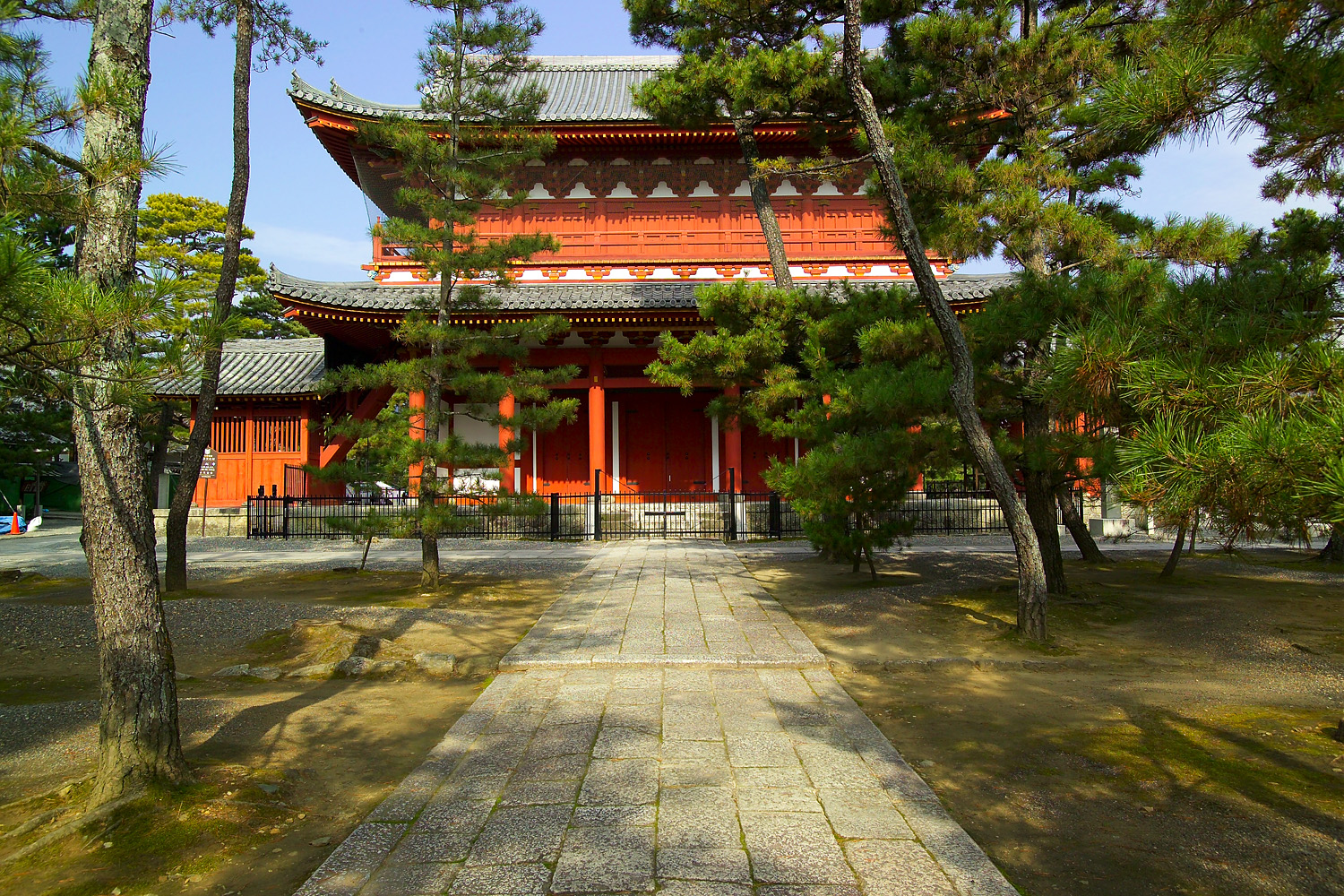
Das Sanmon-Tor
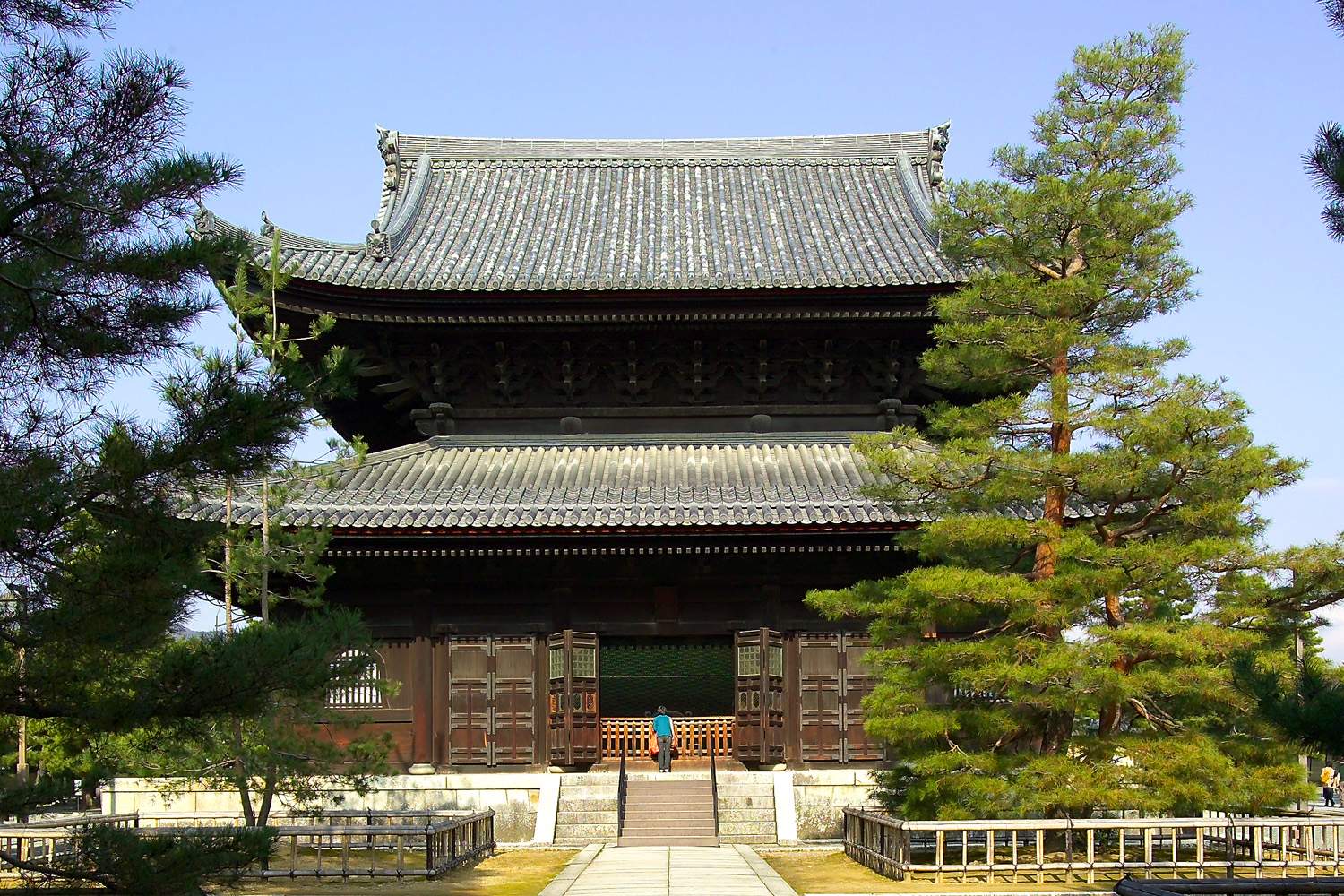
Butsuden
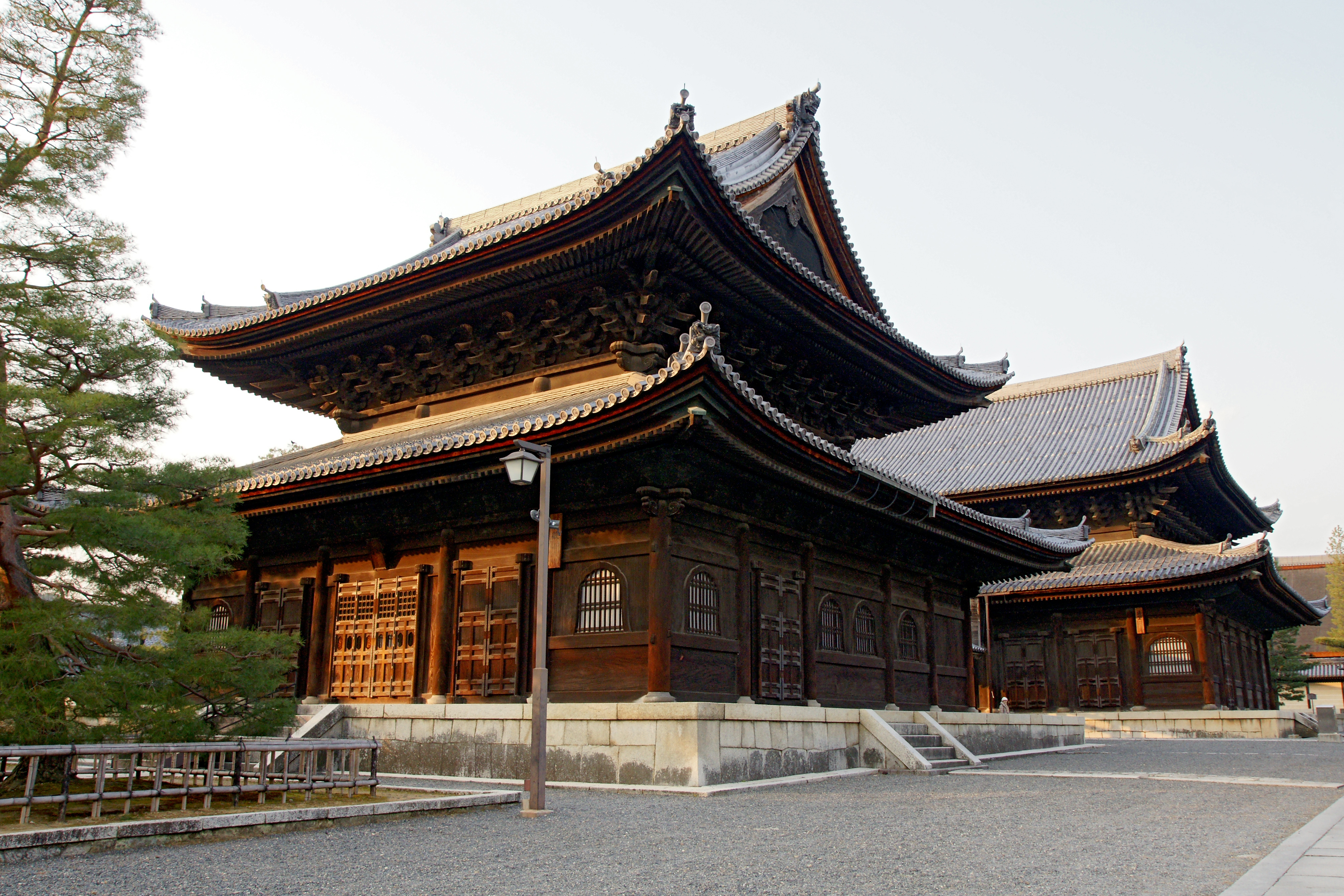
Butsuden und Hattō
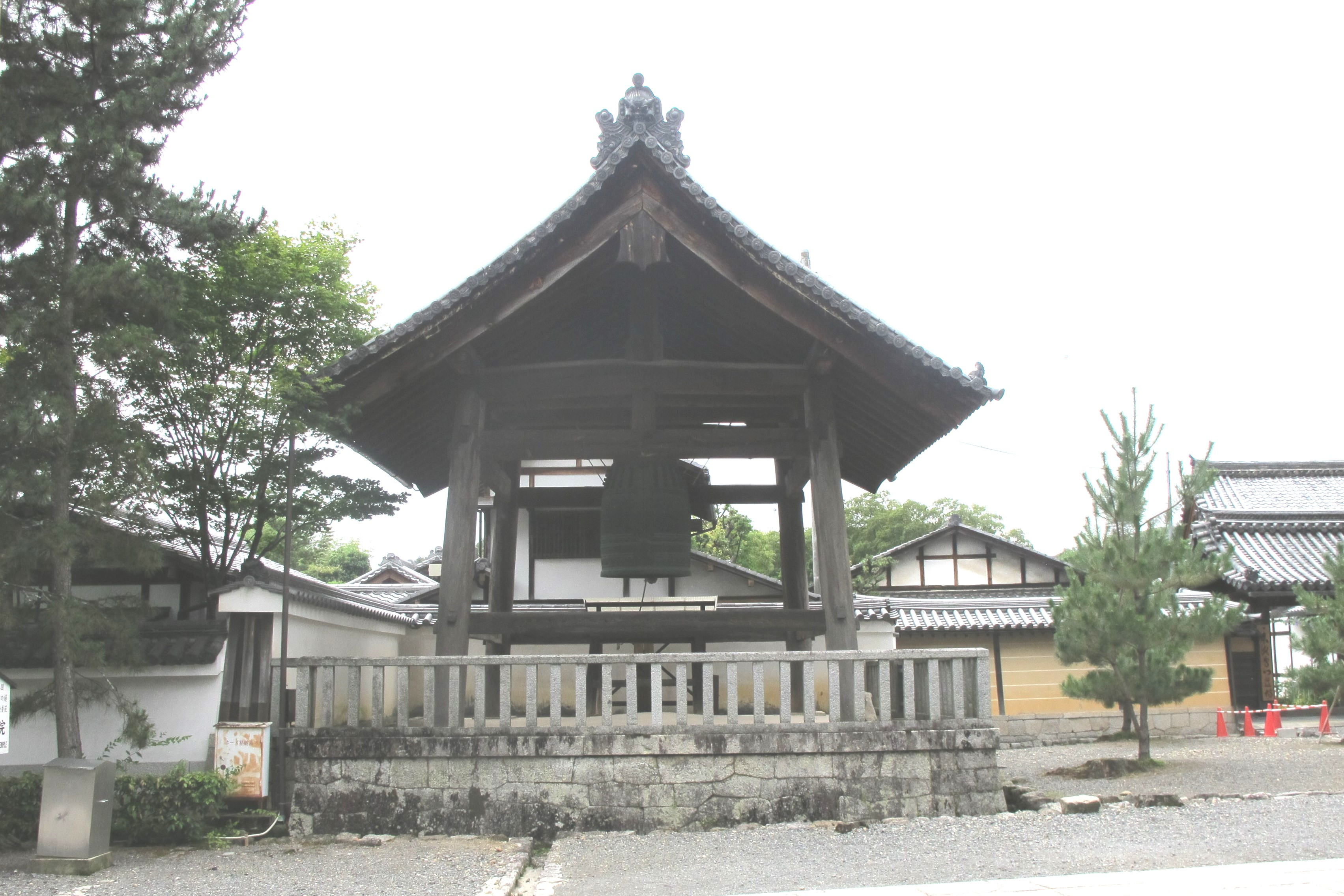
Glocke
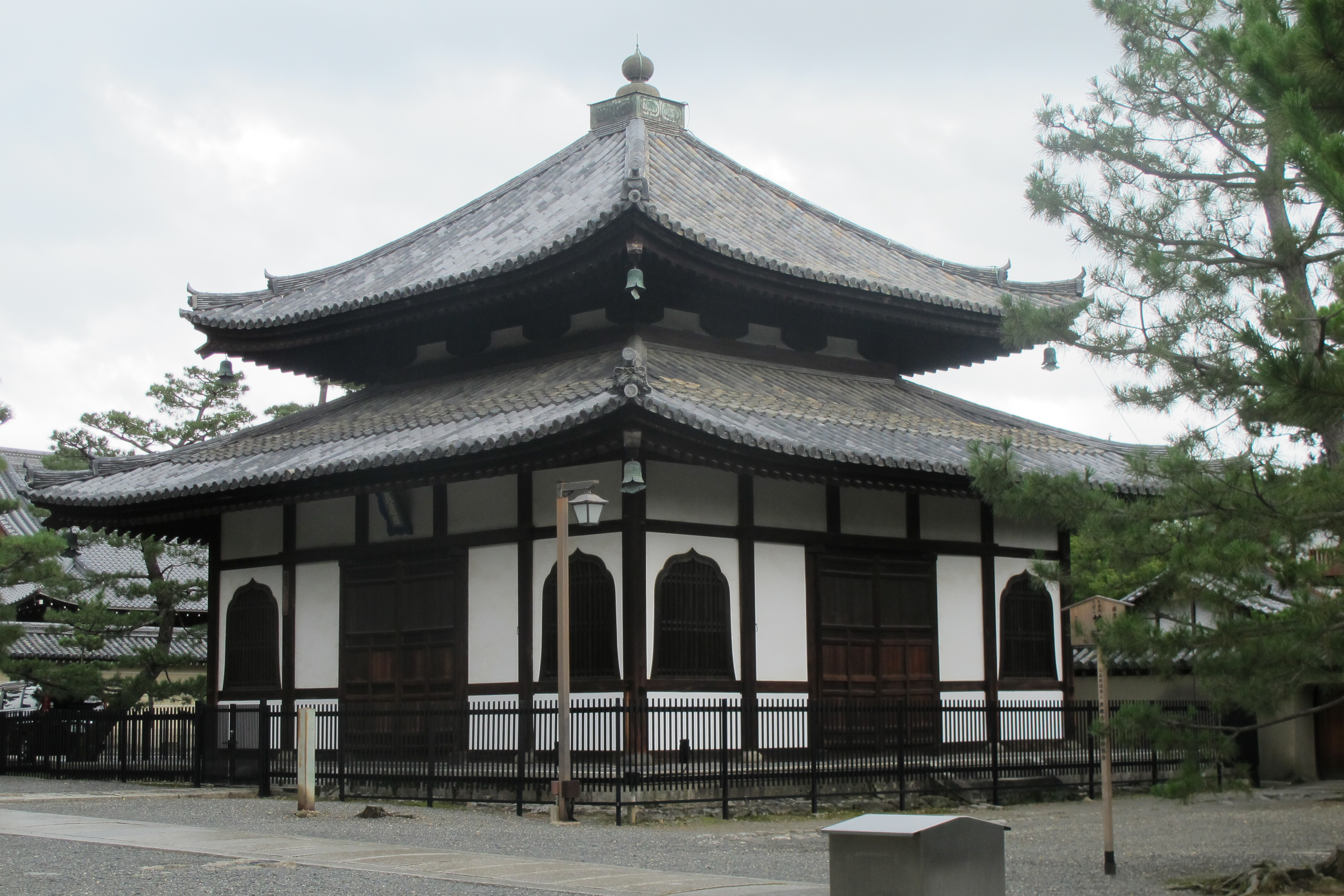
Sutren-Halle

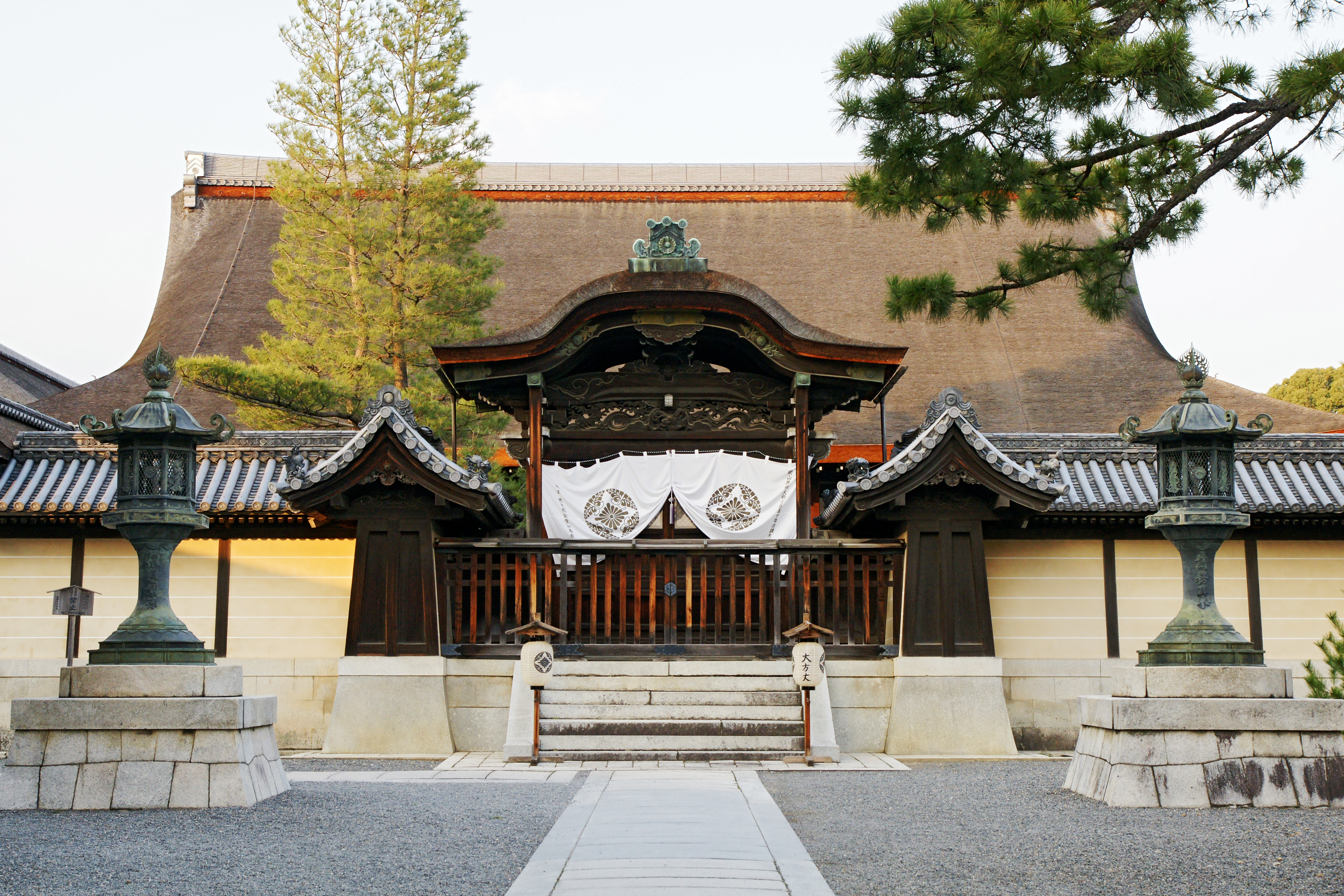
Eingang zum Abtquartier
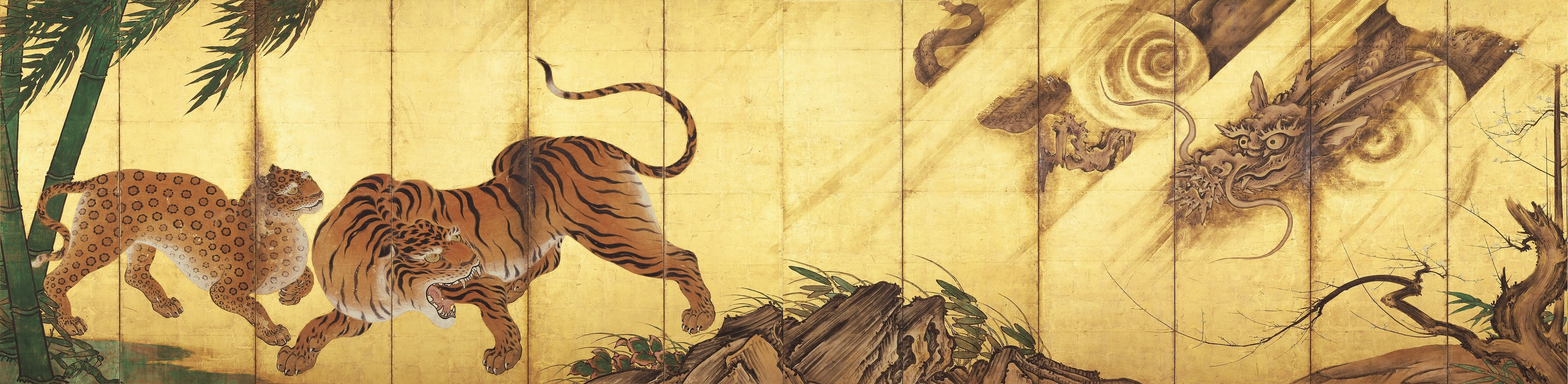
Stellschirmpaar „Drachen und Tiger“ (Kanō Sanraku)
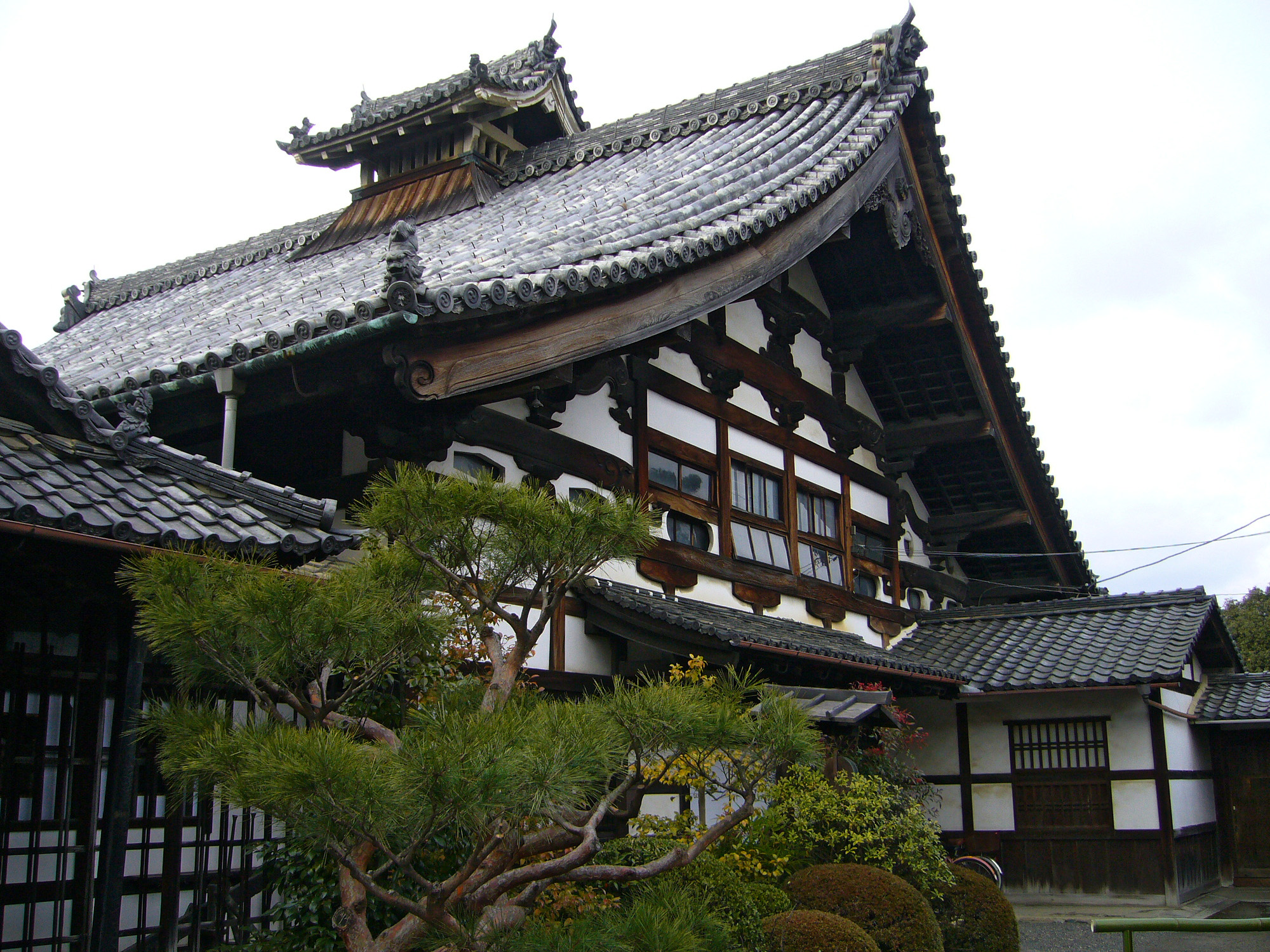
Refektorium
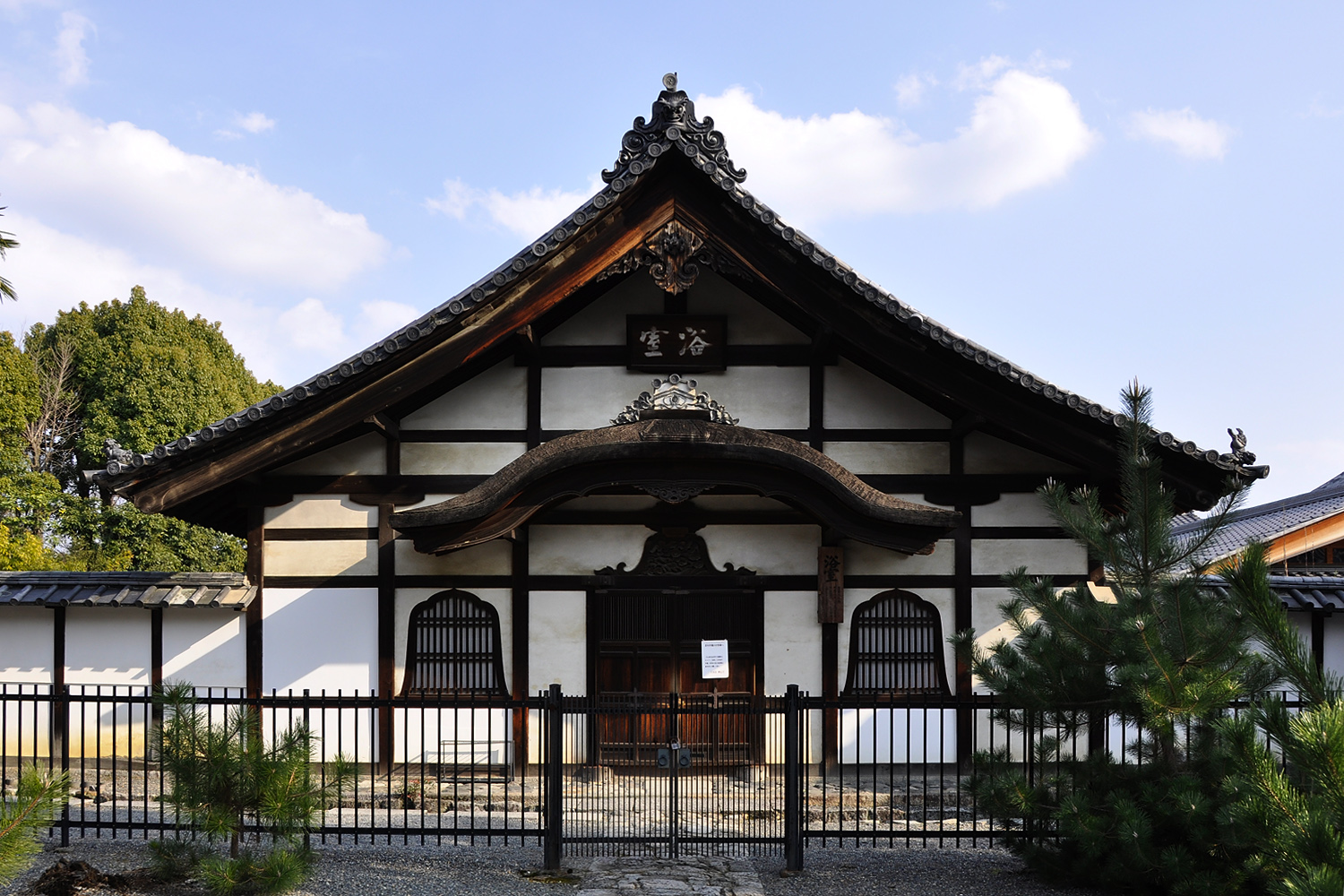
Bad
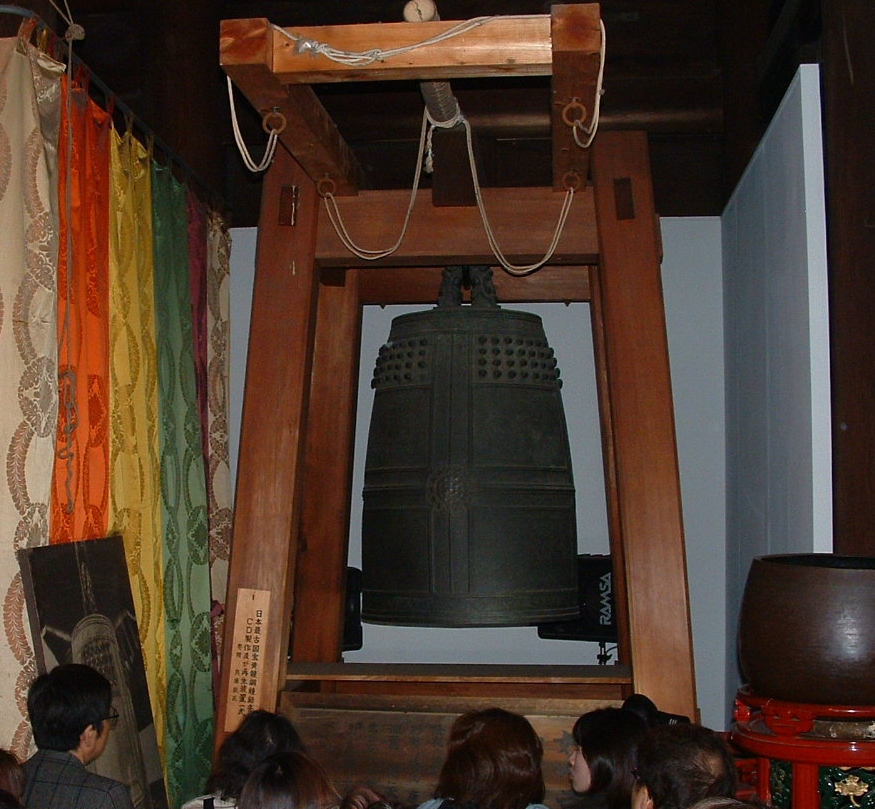
Ōjikichō-Glocke